# Димівська сільська рада
Ди́мівська сільська́ ра́да — колишній орган місцевого самоврядування в Новоодеському районі Миколаївської області. Адміністративний центр — село Димівське.

## Загальні відомості
- Населення ради: 1 548 осіб (станом на 2001 рік)

## Населені пункти
Сільській раді були підпорядковані населені пункти:
- с. Димівське
- с. Артемівка
- с. Новоолександрівське
- с. Ясна Поляна

## Склад ради
Рада складалася з 16 депутатів та голови.
- Голова ради: Заливадній Олександр Миколайович
- Секретар ради: Собчук Олександр Петрович

### Керівний склад попередніх скликань
| Прізвище, ім'я, по батькові      | Основні відомості                                                         | Дата обрання | Дата звільнення |
| -------------------------------- | ------------------------------------------------------------------------- | ------------ | --------------- |
| Заливадній Олександр Миколайович | Сільський голова, 1966 року народження, освіта вища, безпартійний         | 26.03.2006   | 31.10.2010      |
| Заливадній Олександр Миколайович | Сільський голова, 1966 року народження, освіта вища, член Партії регіонів | 31.10.2010   |                 |

Примітка: таблиця складена за даними сайту Верховної Ради України

## Населення
Згідно з переписом УРСР 1989 року чисельність наявного населення сільської ради становила 1555 осіб, з яких 743 чоловіки та 812 жінок.
За переписом населення України 2001 року в сільській раді мешкало 1547 осіб.

### Мова
Розподіл населення за рідною мовою за даними перепису 2001 року:
| Мова       | Відсоток |
| ---------- | -------- |
| українська | 92,25 %  |
| російська  | 4,39 %   |
| молдовська | 2,65 %   |
| вірменська | 0,26 %   |
| білоруська | 0,19 %   |
| гагаузька  | 0,13 %   |
| румунська  | 0,06 %   |